# Paraphrynus williamsi
El tendarapo o araña látigo (Paraphrynus williamsi), es una especie de arácnido perteneciente a la familia Phrynidae, del orden Amblypygi. Esta especie fue descrita por Mullinex en 1975. El nombre del género Paraphrynus viene de la palabra en latín pare- que significa “adorno” y la palabra griega phryne que significa “sapo”. El nombre específico williamsi es patronímico en honor al Dr. Stanley C. Williams.

## Descripción
Es de tamaño mediano con 20 mm de longitud total, de color castaño pálido; carapacho con el margen anterior recto, tubérculo ocular y ocelos medios bien desarrollados; segmento basal del quelícero con un diente externo; tarso no totalmente fusionado a la garra terminal, con indicios, de sutura. Se parece a P. macrops, descrita en Sudamérica, pero su color general es más pálido y el tubérculo ocular es menos prominente y está más separado del margen anterior. Tibia pedipalpal con superficie interna de aspecto liso.

## Distribución
Se distribuye en México, en el estado de Chiapas.

## Hábitat
Se le ha encontrado en dos grutas, sin embargo se desconoce si las ocupa de modo facultativo u obligatorio.

## Estado de conservación
Esta especie no se encuentra dentro de ninguna categoría de riesgo en las normas nacionales o internacionales.